# Nils Hövenmark
Nils Gustav Hövenmark, född 30 juli 1922 i Vilhelmina församling i södra Lappland, död 21 oktober 1995 i Jokkmokk i norra Lappland, var en svensk deckarförfattare och apotekare verksam i Jokkmokk. Han var även lokalombud för Sveriges Radio och var med om att grunda Jokkmokks museum som sedermera blev Ájtte, Svenskt Fjäll- och Samemuseum.

## Biografi
Hövenmark föddes 1922 i Vilhelmina, där fadern som hette Nilsson var handlande. 1940 tog han studentexamen i Umeå och samma år började han som elev på apoteket i Vilhelmina, och 1941-1942 fortsatte han i Umeå. Han blev farmakologie kandidat 1943 och avlade apotekarexamen 1948. Samma år gifte han sig med farmakologie kandidat Gun Mellqvist (1923–1999), dotter till rektor Olof Mellqvist.
Efter olika tjänster fick Hövenmark 1952 sitt eget apotek i Jokkmokk, och han var då med sina 30 år Sveriges yngsta apoteksinnehavare. Apoteket fanns i apotekshuset som var byggt 1903. Huset hade tre våningar, i bottenvåningen låg apoteket medan Hövenmarks bodde på de två övre våningarna. När apoteken började förstatligas på 1960-talet ansågs Jokkmokk för litet för ett eget apotek, och därför blev Hövenmark apotekschef på apoteket Laxen i Boden, dit han veckopendlade, medan hustrun blev apotekschef för apoteket i Jokkmokk. Hövenmark gjorde detta i omkring 10 år, fram till 1979 då apoteken helt övergick i statlig regi.
1977 var Hövenmark även förbundsordförande för Sveriges Farmaceuter.
Hövenmark kom in hos radion via Jokkmokks Vintermarknad. Året var 1955 och man tyckte att Sveriges Radio skulle bevaka evenemanget och sända direkt. Detta ledde till att en liten radiostudio inrättades i apotekshuset. 1957 började man med reguljära sändningar, ledda av bland andra Hövenmark och hans hustru. Mycket av sändningarna handlade om den samiska kulturen som var relativt okänd för många svenskar. Hövenmark blev även känd för mer experimentella radiosändningar. Den mest uppmärksammade var när han sände direkt från sin kåta i ett litet sameviste uppe i fjällvärlden. Han och hans familj satt där på renfällar, och Hövenmark och hans hustru talade om jul i vildmarken, medan nordanvinden yrde utanför kåtans väggar. Dock var detta en ren bluff; i själva verket satt de på andra våningen i apotekshuset, och inspelad nordanvind fick stå för stämningen. Tydligen blev detta ändå trovärdigt, eftersom klagomålen rasade in. Till och med Lennart Hyland blev mycket indignerad över att de släpade ut sina barn i ett sådant väder.
Hövenmark avled i sviterna av cancer 1995, och hustrun Gun avled den 7 november 1999. De ligger begravda på Jokkmokks kyrkogård.
Paret Hövenmark fick döttrarna Brita, Karin, Anna och Stina Hövenmark De tre äldsta bor alla i Jokkmokk eller omnejd medan den yngsta är bosatt i Gällivare.

## Författaren Hövenmark
Hövenmark började förmodligen skriva böcker på grund av ett eget intresse för deckare och fascination för språk överhuvudtaget. Som författare var Hövenmark noggrann i sina efterforskningar, och han blandade verkliga och fiktiva platser. Totalt blev det 12 böcker under 15 år.

### Böcker
- Döden i Svartselet (1970)
- Döden på apoteket (1972)
- Döden på Rotaryklubben (1973)
- En död i kvarten (1974)
- Kommunaldådet (1975)
- Döden på vandring (1976)
- Systrarna Svenssons Sybehörsaffär (1978)
- Ensamstående äldre herre (1980)
- Vargavinter (1981)
- Ringlinjen (1982)
- Adjunkt på villovägar (1983)
- Andersson, Petterson, Lundström och jag (1985)

## Epilog

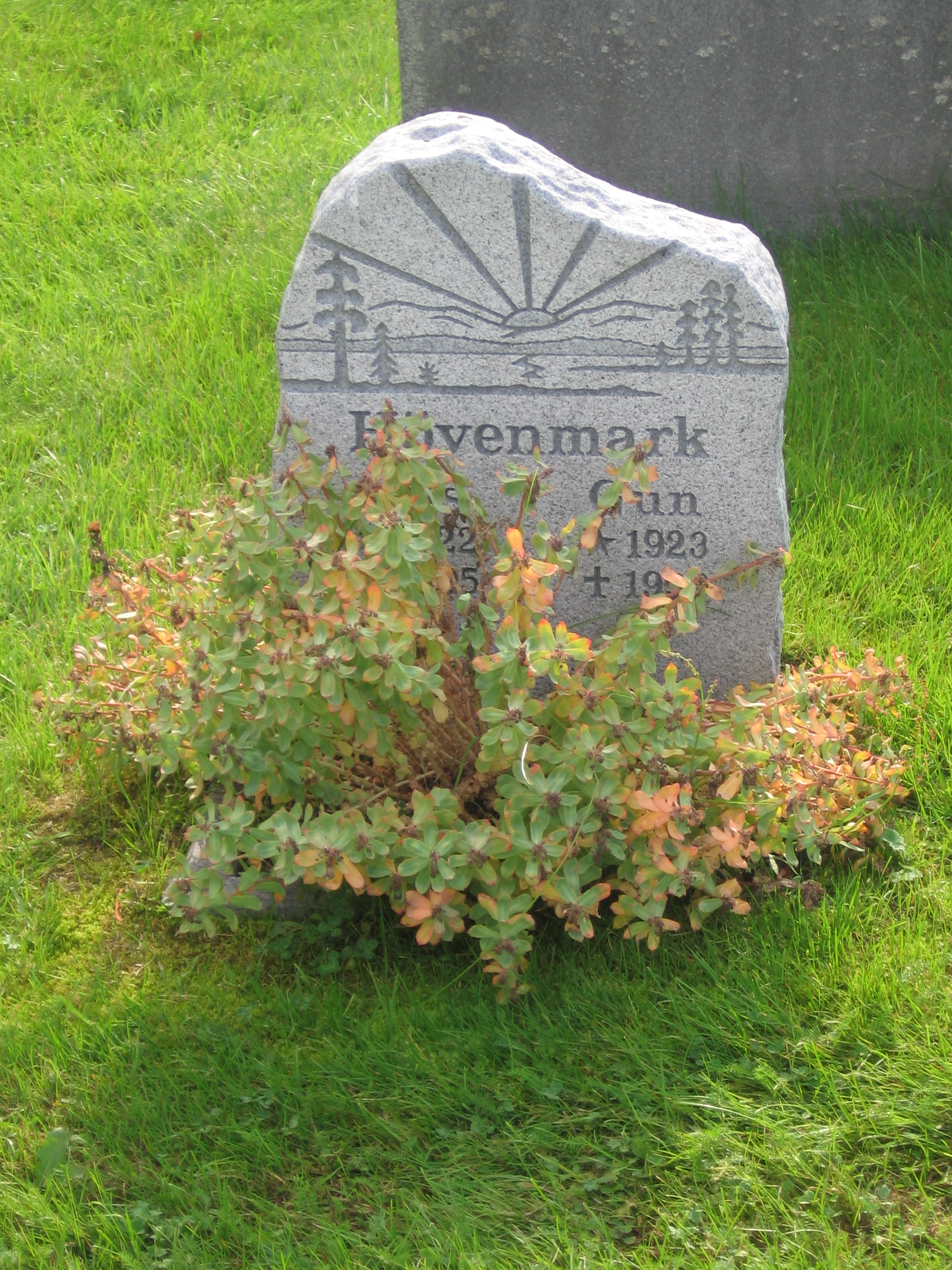
Nils och Gun Hövenmarks gemensamma gravsten

I hustruns dödsannons finns en dikt som Hövenmark skrev 1942.
Så lyser lampan år från år

på boken, där mitt öde står

Jag läser, men blir aldrig klok
Döden slår igen min bok
och släcker ljuset
Mörkt blir huset
när vi går.